# Partido Comunista de Galicia (Marxista-Revolucionario)
El Partido Comunista de Galicia Marxista Revolucionario (PCG-MR) fue un partido político de Galicia (España), que formaba la representación gallega del carrillista Partido Comunista de España (Marxista-Revolucionario).
Durante los primeros años de la década de 1980, el Partido Comunista de Galicia sufrió las pugnas entre carrillistas y críticos que se llevaban a cabo a nivel nacional que culminaron con la expulsión de Santiago Carrillo y sus seguidores en 1985. Los carrillistas de Galicia crearon ese año el PCG-MR para presentarse a las elecciones autonómicas de 1985, liderados por Julio Pérez de la Fuente. Los resultados electores fueron muy malos al obtener apenas 8.318 votos (0,66%), sin conseguir representación institucional (en las anteriores elecciones, el PCG obtuvo 32.623 votos y un escaño; en las elecciones de 1985, ni el PCG-MR ni el PCG, que apenas obtuvo 10.625 votos, consiguieron representación).
En el siguiente proceso electoral, las elecciones generales de 1986, el PCG-MR no se presentó bajo ese nombre, haciéndolo en su lugar la Mesa para la Unidad de los Comunistas, que obtuvo resultados levemente mejores, 12.072 votos (0,94%).
En la actualidad, el PCG-MR carece de actividad, aunque aún se encuentra inscrito en el registro de partidos políticos del Ministerio del Interior.